# Джагаев, Урузмаг Фридонович
Урузмаг Фридонович Джагаев (23 января 1966, Торманеул, Знаурский район, Юго-Осетинская автономная область) — югоосетинский юрист, Генеральный прокурор Республики Южная Осетия с 5 апреля 2016 по 13 апреля 2021. Полковник юстиции (РФ), Действительный государственный советник Республики Южная Осетия 3 класса (2021).

## Биография
В 1990 году окончил юридический факультет Северо-Осетинского государственного университета.
С 1990 по 2014 год работал в следственных органах МВД РФ по Краснодарскому краю, где с 2012 года занимал должность начальника СУ УВД по городу Сочи.
С 2014 года был гендиректором ООО «Маркет».
С 5 апреля 2016 года  по 13 апреля 2021 года — Генеральный прокурор Республики Южная Осетия.
Является гражданином Республики Южная Осетия и Российской Федерации.

## Личная жизнь
Женат. Имеет сына и дочь.

## Награды
- Медаль ордена «За заслуги перед Отечеством» 2-й степени,
- Медаль «В ознаменование 25-летия Республики Южная Осетия»
- Орден Дружбы (Южная Осетия) (2016)